# Desmond Koch
Desmond Dalworth « Des » Koch (né le 10 mai 1932 dans le Comté de Lincoln, Tennessee et décédé le 26 janvier 1991 à Los Angeles) est un athlète américain spécialiste du lancer du disque. Concourant pour l'US Air Force, il mesure 1,83 m pour 95 kg.

## Carrière

### Palmarès
| Date | Compétition           | Lieu      | Résultat | Performance |
| ---- | --------------------- | --------- | -------- | ----------- |
| 1956 | Jeux olympiques d'été | Melbourne | 3e       | 54,40 m     |

### Records
| Épreuve          | Performance | Lieu | Date |
| ---------------- | ----------- | ---- | ---- |
| Lancer du disque | 55,08 m     |      | 1956 |